# فوتبال در ویتنام
فوتبال (ویتنامی: Bóng đá) پرطرفدارترین ورزش در ویتنام است. فوتبال در این کشور توسط فدراسیون فوتبال ویتنام اداره می‌شود. این فدراسیون تیم‌های ملی فوتبال این کشور شامل تیم مردان و زنان را اداره می‌کند. این نهاد همچنین مسئول لیگ‌های فوتبال ملی شامل لیگ دسته اول فوتبال ویتنام می‌باشد که سرآمد فوتبال حرفه‌ای در ویتنام است. 